# (1895) Larink
(1895) Larink (1971 UZ) – planetoida z pasa głównego asteroid okrążająca Słońce w ciągu 5,68 lat w średniej odległości 3,18 j.a. Odkryta 26 października 1971 roku.